# ديفيد فيتزيمونز
ديفيد فيتزيمونز (بالإنجليزية: David Fitzsimons) هو مهندس مدني أسترالي، ولد في 23 أبريل 1950 في فيكتور هاربور في أستراليا، وتوفي في 7 سبتمبر 2008 في North Adelaide ‏ في أستراليا.

## وصلات خارجية
- ديفيد فيتزيمونز على موقع الاتحاد الدولي لألعاب القوى (الإنجليزية)
- ديفيد فيتزيمونز على موقع النتائج التاريخية لألعاب القوى الأسترالية (الإنجليزية)
- ديفيد فيتزيمونز على موقع أوليمبيديا (الإنجليزية)
- ديفيد فيتزيمونز على موقع اللجنة الأولمبية الأسترالية (الإنجليزية)
- ديفيد فيتزيمونز على موقع اتحاد ألعاب الكومنولث (مؤرشف) (الإنجليزية)